# Thornton, West Yorkshire
Thornton é uma aldeia do distrito metropolitano da cidade de Bradford, em West Yorkshire, Inglaterra. Em conjunto com a aldeia vizinha de Allerton, tem 17 276 habitantes de acordo com os censos de 2011. Foi nesta aldeia que nasceram as irmãs Brontë.